# Wei (stato del Periodo delle primavere e degli autunni)
Lo Stato di Wei (cinese: 卫; pinyin: Wèi), fondato sotto la dinastia Zhou, divenne preminente durante il periodo delle primavere e degli autunni.
I suoi sovrani avevano il nome familiare Ji (姬), lo stesso dei re Zhou. Agli inizi della dinastia Zhou, infatti, al fratello minore del re Wu fu assegnato un feudo intorno a Chaoge, la capitale della dinastia Shang. In seguito, il feudo si espanse ulteriormente e prese il nome di Wei. Il rango del regnante di Wei fu elevato a quello di hou, corrispondente più o meno al titolo di marchese. 
Durante le insurrezioni del 771 a.C., quando la capitale degli Zhou fu saccheggiata e il principe ereditario fuggì ad est, lo Stato di Wei diede protezione al sovrano. Come riconoscimento dell'appoggio ricevuto, il regnante di Wei fu elevato al rango di gong, equivalente a quello di duca.
Lo Stato di Wei raggiunse l'apice della potenza durante il periodo delle primavere e degli autunni sotto il marchese Wu di Wei. Sotto il duca Yi di Wei le popolazioni Rong attaccarono la capitale ed uccise il sovrano. L'ordine fu riportato dal duca Huan di Qi, che trasferì la capitale a Chuqiu.